# Clyde Franklin Reed
Clyde Franklin Reed (1918-1999) fue un botánico, pteridólogo, briólogo, y algólogo estadounidense.

## Algunas publicaciones

### Libros
- -----. 1953. The ferns and fern-allies of Maryland and Delaware including District of Columbia. Ed. Reed Herbarium. 286 pp.

- -----. 1953. Index Isoëtales. Bol. da Sociedada Broteriana: Separata, 72 pp.

- -----. 1959. Amaranthaceae of Nevada

- -----. 1965. Index Selaginellarum. Memórias da Sociedade Broteriana 18, Sociedade Broteriana. 287 pp.

- -----. 1969. Bibliography to floras of Southeast Asia: Burma, Laos, Thailand (Siam), Cambodia, Viet Nam (Tonkin, Annam, Cochinchina), Malay Peninsula, and Singapore. Ed. Harrod. 191 pp.

- -----. 1970. Selected Weeds of the United States. Agriculture handbook 366. Ed. U.S. Gov. Printing Office, 463 pp.

- -----, lyman bradford Smith. 1971. Notes on Bromeliaceae I-XXXIII. N.º 20 de Contributions from the Reed Herbarium. Ed. P. M. Harrod Co. 669 pp.

- -----. 1971. Index to Equisetophyta: Fossiles, Parte 1. 402 pp.

- -----. 1971. Common Weeds of the United States. 463 pp. + 225 ilus. ISBN 0-486-20504-5 leer

- -----, harold ernest Robinson. 1972. Index to Die natürlichen Pflanzenfamilien (Musci--Hepaticae). Ed. Reed Herbarium. 336 pp.

- -----. 1977. Economically important foreign weeds, potential problems in the United States. Agriculture handbook 498, (USDA) (498). vi + 746 pp.

- -----. 1986. Floras of the serpentinite formations in eastern North America: with descriptions of geomorphology and mineralogy of the formations. Ed. Reed Herbarium. 858 pp.

- -----, David frederick Farr, pier Andrea Saccardo. 1993. Index to Saccardo's Sylloge fungorum. Vols. I-XXVI in XXIX, 1882-1972. N.º 6 de Contributions from the U.S. National Fungus Collections. Reed Library and Herbarium Contribution N.º XXXI. U.S. National Fungus Collections Contribution. 884 pp.
- La abreviatura «C.F.Reed» se emplea para indicar a Clyde Franklin Reed como autoridad en la descripción y clasificación científica de los vegetales.[2]